# 鄭豐喜
鄭豐喜（1944年9月23日—1975年9月20日），臺灣雲林縣口湖鄉後厝村人，台灣教師、作家。

## 生平
- 1944年，出生于臺灣雲林口湖的農家。他出生時，右腳自膝蓋以下左右彎曲，左腳自膝蓋以下萎縮，足板向上突起。原本並不富裕的家庭要撫養一個肢體缺陷的孩子，並不容易。鄭豐喜出生時，他的母親原本想結束這個孩子的生命；但是在嫂嫂以及其他孩子的阻攔之下，加上爺爺的保護，鄭豐喜才得以活下來。因為腳部畸形，鄭豐喜小時候曾經受到欺負、霸凌。
- 1948年元月，妻吳繼釗在重慶出生，八月逃難至臺灣。[1]
- 1949年，六歲時爺爺去世，他被父母親遺棄，跟隨賣藥的趙老伯流浪，賣藝就食。[1]
- 1951年，八歲時放牛、養雞，獨立生活。[1]
- 1954年，就讀雲林縣文光國民學校（今雲林縣口湖鄉文光國民小學）。
- 1960年，在文光國小校長李龍騰與各方交涉下，順利報名參加初中考試，進入雲林縣立北港初級中學（今雲林縣立北港國民中學）就讀。
- 1963年，考上台灣省立北港高級中學（今國立北港高級中學）。
- 1967年，考上國立中興大學法商學院法律學系。徐錦章醫師為其裝義肢，完成站起來的願望。
- 1971年，畢業於國立中興大學法商學院法律學系。與吳繼釗結婚。[2]鄭豐喜的事蹟見報後，引起社會讚譽。
- 1972年，七月《汪洋中的破船》完稿。十二月發表〈從爬行到站立〉刊載於《中華日報》副刊。
- 1973年，正月長女至玉出生。十月出版自傳《汪洋中的破船》[3]十一月恩師法學教授李肇偉為其作介紹。[4]
- 1974年，一月次女至潔出生。三月獲救國團青年獎章，九月選為「中華民國第12屆十大傑出青年」之一。[5]
- 1975年，九月二十日因肝癌逝世。十二月二十二日行政院院長蔣經國親臨宣慰，更至墳地憑弔靈塋。[6]
- 1976年，一月二十七日，行政院院長蔣經國在全國記者園遊會中曉諭，將《汪洋中的破船》更名為《汪洋中的一條船》。[7]

- 1977年，「財團法人鄭豐喜文化教育基金會」設立，是國內最早從事身心障礙公益慈善業務的基金會。

## 著作

### 散文
- 《為師三年》，雲林口湖：鄭豐喜文教基金會，1978年7月
- 《鄭豐喜手》，雲林口湖：鄭豐喜文教基金會，1978年7月

### 傳記
- 《汪洋中的破船》[8]，嘉義市：紅豆書局，1973年10月；更名《汪洋中的一條船》，臺北：地球出版社，1976年；臺中：主人翁文化，1989年3月；《汪洋中的一條船》鄭豐喜文化教育基金會成立40週年紀念版，臺北：鄭豐喜文化教育基金會，2017年8月

## 傳述
- 《揚帆記：鄭豐喜與吳繼釗戀愛奮鬥的故事》，心岱，臺北：林白出版社，1977年
- 《破浪而行：鄭豐喜傳》，公共電視文化事業基金會製作，2001年
- 《民國64年鄭豐喜生前談話》，光耀科技傳播有限公司製作，中華民國國家圖書館轉錄，2011年
- 《日進時間—系統讀寫課程的理念與實踐：以閱讀鄭豐喜為例》，楊士賢等，臺北市文山區志清國民小學，2013年

## 形象
鄭豐喜的故事曾2次被搬上螢幕：
| 時間   | 片名           | 類型   | 導演                   | 編劇   | 主演          | 備註                       |
| ------ | -------------- | ------ | ---------------------- | ------ | ------------- | -------------------------- |
| 1978年 | 汪洋中的一條船 | 電影   | 李行                   | 張永祥 | 秦漢 / 林鳳嬌 | 中央電影公司出品，獲金馬獎 |
| 2000年 | 汪洋中的一條船 | 電視劇 | 李泉溪 / 謝一德 / 吳桓 | 林煌坤 | 翁家明 /      | 公共電視文化事業基金會出品 |

## 紀念

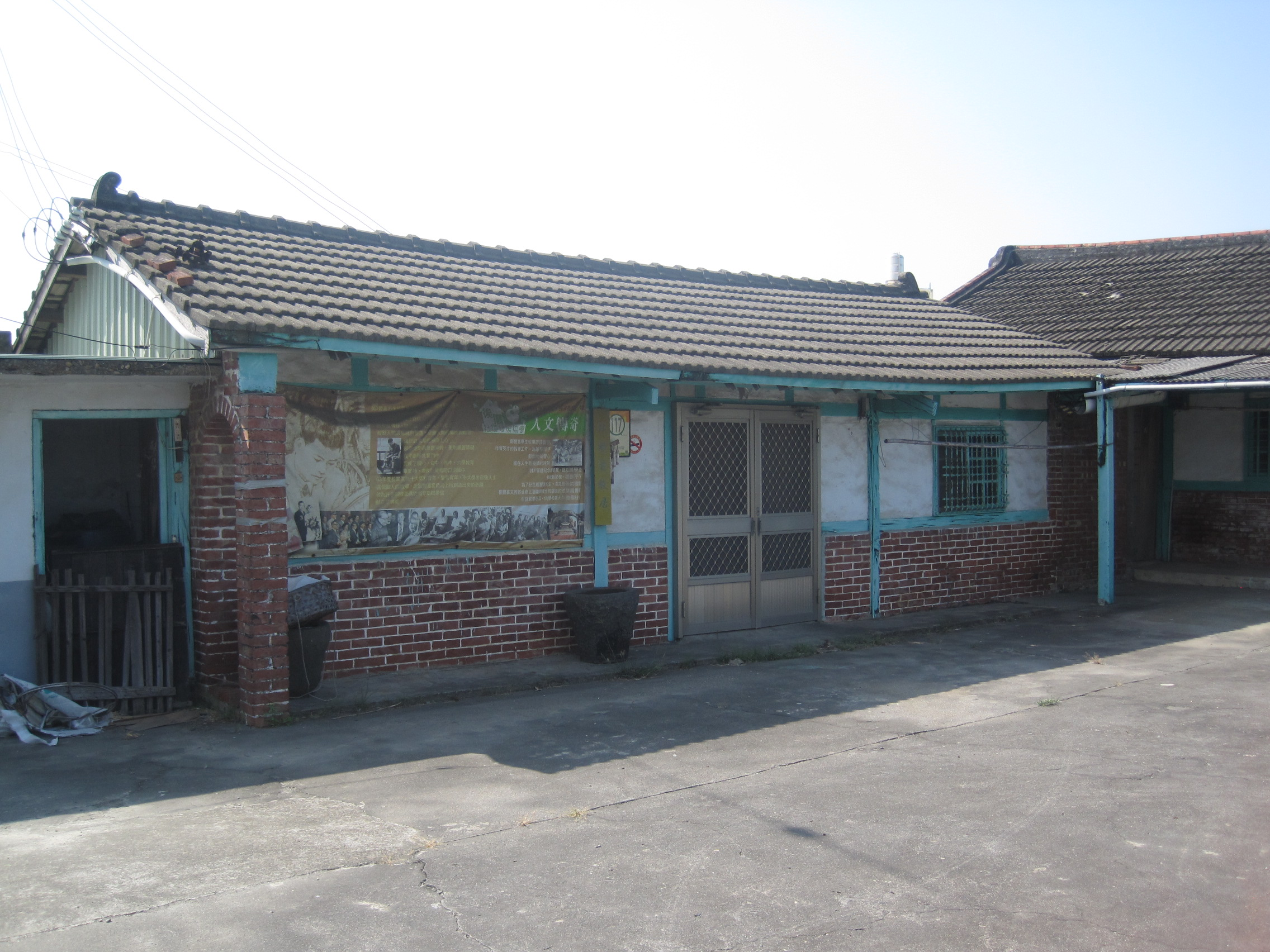
鄭豐喜故居

鄭豐喜過世後，吳繼釗為了紀念他，在雲林縣口湖鄉創立「鄭豐喜紀念圖書館」，於1989年完工，由建築師李祖原義務設計；館中除了藏書之外，尚有鄭豐喜使用過的書籍、義肢等遺物供人參觀。1977年，鄭豐喜文化教育基金會成立，設立獎學金幫助與鼓勵有肢體障礙的學子就學、出國深造。
2003年，鄭豐喜獲頒國立臺北大學第3屆傑出校友紀念獎。

## 相關
- 乙武洋匡
- 力克·胡哲
- 淺川智惠子
- 海倫·凱勒
- 史鐵生

## 外部連結
- . （原始内容存档于2007-11-18） （中文（臺灣））.
- （中文（臺灣））.